# Kosilo po jadranju
Kosilo po jadranju (1881; francoko Le déjeuner des canotiers) je slika francoskega impresionista Pierre-Augusta Renoirja. Vključeno na sedmi razstavi impresionistov leta 1882, so jo trije kritiki označili za najboljšo sliko na razstavi . Od umetnika jo je kupil trgovec-pokrovitelj Paul Durand-Ruel, ki jo je 1923 (za 125.000 dolarjev) kupil sin industrijalca Duncana Phillipsa, ki je desetletje iskal delo . Zdaj je v Phillips Collection v Washington, D.C. Prikazuje bogastvo oblike, tekočo potezo čopiča in utripajočo svetlobo.

## Opis
Slika, ki združuje figure, tihožitje in krajino v enem delu, prikazuje skupino Renoirjevih prijateljev, ki se zabavajo na balkonu restavracije Maison Fournaise ob reki Seni v Chatouju v Franciji. Slikar in pokrovitelj umetnosti, Gustave Caillebotte, sedi v spodnjem desnem kotu. Renoirjeva bodoča žena, Aline Charigot je v ospredju in se igra z majhnim psom, opičjim pinčem; zamenjala je prejšnjo žensko, ki je sedela za sliko, s katero se je Renoir sprl. Na mizi je sadje in vino.
Diagonala ograje služi za razmejitev dveh polovic kompozicije, ena gosto zapolnjena s figurami, druga pa skoraj prazna, razen dveh likov lastnikove hčere Louise-Alphonsine Fournaise in njenega brata, Alphonsea Fournaiseja mlajšega, ki izstopata s tem kontrastom. Renoir je na tej sliki posnel veliko svetlobe. Glavni poudarek svetlobe prihaja iz velike odprtine na balkonu, ob velikem moškem v majici s klobukom. Majici obeh moških v ospredju in namizni prt skupaj odsevajo to svetlobo in jo pošiljajo skozi celotno kompozicijo.

### Upodobljeni predmeti
Kot je pogosto delal na svojih slikah, je Renoir vključil več svojih prijateljev v Kosilo po jadranju.  Identifikacijo modelov je leta 1912 opravil Julius Meier-Graefe . Med njimi so :
- Šivilja Aline Charigot, ki drži psa, sedi v spodnjem levem kotu kompozicije. Renoir jo je poročil leta 1890 in sta imela tri sinove.
- Charles Ephrussi - bogat ljubiteljski umetnostni zgodovinar, zbiralec in urednik Gazette des Beaux-Arts - se v ozadju s klobukom. Mlajši moški, ki se zdi, da govori Ephrussiju, bolj nenavadno oblečen v rjav plašč in kapo, je lahko Jules Laforgue, njegov osebni tajnik in tudi pesnik in kritik.
- Igralka Ellen Andrée pije iz kozarca v sredini kompozicije. Nasproti nje sedi baron Raoul Barbier, nekdanji župan kolonialnega Saigona.
- Znotraj, vendar ob strani sta lastnikova hči Louise-Alphonsine Fournaise in njen brat, Alphonse Fournaise mlajši, ki sta tradicionalna navdušenca za veslanje in se pojavljata na levi strani slike. Alphonsine je nasmejana ženska, ki se naslanja na ograjo; Alphonse, ki je bil odgovoren za izposojo čolnov, je skrajno leva figura.
- Veslači so tudi figure, ki se zdita Renoirjeva bližnja prijatelja Eugène Pierre Lestringez, birokrat in Paul Lhote, sam umetnik. Renoir prikazuje, kako se spogledujeta z igralko Jeanne Samary v zgornjem desnem kotu slike.
- Gustave Caillebotte v desnem predelu nosi belo čolnarsko srajco in pleten klobuk iz slame, medtem ko sedi na svojem stolu poleg igralke Angèle Legault in italijanskega novinarja Adriena Maggiola. Kot umetniški pokrovitelj, slikar in pomembna osebnost v impresionističnem krogu, je bil Caillebotte tudi navdušen čolnar in na to temo naslikal več del.

## Sodobni kritični sprejem
Na sedmi razstavi impresionistov leta 1882 je slika na splošno dobila pohvale kritikov. »To je sveže in preprosto, ne da bi bilo preveč opolzko«, je zapisal Paul de Charry v Le Pays, 10. marca 1882. V La Vie Moderne (11. marec 1882) je Armand Silvestre napisal: »... ena najboljših stvari [Renoir] je naslikal ... Obstajajo delčki risbe, ki so povsem izredni, risba - resnična risba - ki je rezultat jukstapozicije odtenkov in ne črte. To je eden izmed najlepših kosov, ki jih je ta insurekcionistična umetnost svobodnih umetnikov ustvarila«. Le Figaro je 2. marca 1882 objavil komentar Alberta Wolffa: »Če bi se naučil risati, bi imel Renoir zelo lepo sliko ...« 

## V popularni kulturi
- Igralec Edward G. Robinson (1893-1973) pravi: »Več kot trideset let sem občasno obiskoval Renoirjevo Kosilo po jadranju v muzeju v Washingtonu in stal pred to veličastno mojstrovino uro za uro, dan za dnem, in načrtoval načine, kako ga ukrasti«. [8]
- Slika je bila vidno predstavljena v filmu Jean-Pierre Jeunet Le Fabuleux Destin d'Amélie Poulain, ki je izšel v angleščini kot Amélie (2001). Najpomembnejša referenca je primerjava med protagonistom filma Amélie in žensko v središču, ki je srkala kozarec (igralka Ellen Andrée), ki na videz gleda iz platna, nezainteresirana, medtem ko vsi ostali uživajo dan. Slika in njen odnos do Amélie se pojavlja tudi v glasbeni različici filma v pesmi Dekle s kozarcem.
- Poklon sliki se pojavi v zaključnem panelu Sur les terres truquées, sedmem zvezku, Jean-Claudea Mézièresa in dolgoletne serije stripov Pierrea Christina Valérian. [9]
- Renoirjevo ustvarjanje slike je dramatizirano v romanu Susan Vreeland iz leta 2007, Luncheon of the Boating Party.